# Мириам Макеба
Зензиле Мириам Макеба (на английски: Miriam Makeba) е южноафриканска певица, позната също като Мама Африка.

## Биография
Мириам Макеба е родена в Йоханесбург през 1932 г. Починала на 9 ноември 2008 г. в клиника в италианския град Кастел Волтурно, близо до Неапол. Майка ѝ е от Суази, Сангома, а баща ѝ, който починал, когато Мириам била 6-годишна, е от народността кхоса. Като дете пее в Претория, която посещава на 8 години. Първото ѝ турне е с аматьорска група. Професионалната ѝ кариера започва през 50-те години с Черните братя от Манхатън, преди тя да формира своя собствена група The Skylarks, пеейки смесица от джаз и традиционни южноафрикански мелодии.
През 1959 г. играе в мюзикъла Кинг Конг, заедно с Хю Масекела (бъдещия ѝ съпруг). Въпреки че е успешен и записван артист, тя получава само по няколко долара за всеки запис и никакви допълнителни хонорари, поради което иска да замине за САЩ. Пробивът идва през 1959 г., когато е звездата в анти-апартейдния документален филм „Върни се, Африка“. Когато италианското правителство я кани за премиерата на филма на венецианския филмов фестивал, тя решава да не се завръща вкъщи. Южноафриканският ѝ паспорт е отнет малко след това. По-късно Макеба пътува до Лондон, където среща Хари Белафонте. Той ѝ помага да стане известна в САЩ, където записва едни от най-големите си хитове, сред които Пата Пата, Клик Песента (на кхоса) и Малайка. През 1966 г. Макеба получава наградата Грами за най-добър фолк запис, заедно с Хенри Белафонте, с албума „Вечер с Белафонте/Макеба“. Темата на албума е тежкото политическо положение на черните южноафриканци по време на Апартейда. През 1963 г., след страстна изповед пред Комитет асрещу апартейда на Обединените нации, записите на Макеба са забранени в Южна Африка и нейното гражданство и правото ѝ да се завърне в страната са отнети.
Бракът ѝ с тринидадския защитник на граждански права и лидер на „Черните пантери“ С. Карлмайкъл през 1968 г. предизвиква полемики в Съединените щати и записите и турнетата ѝ са отменени. В резултат на това двойката се мести в Гвинея, където се сближава с президента Ахмед Секу Туре и съпругата му. Макеба се разделя с Карлмайкъл през 1973 г. и продължава да се представя предимно в Африка, Южна Америка и Европа. Служи и като делегат на Гвинея в Обединените нации, за което печели наградата за мир „Даг Хамаршелд“ през 1986 г.
След смъртта на единствената ѝ дъщеря Бонги Макеба през 1985 г., тя се мести в Брюксел. През 1987 г. се появява на турнето „Грейсланд“ на Пол Саймън. Скоро след това публикува автобиографията си Макеба: Моята история (ISBN 0-453-00561-6).
През 1990 г. Нелсън Мандела я убеждава да се завърне в Южна Африка. В края на 1991 г. тя се появява като гост в епизод на „Шоуто на Козби“, озаглавено „Оливия излиза на светло“. През 1992 г. играе главна роля във филма „Сарафина!“ за младежките бунтовете в Совето, в ролята на майката на Сарафина, Ангелина. През 2002 г. взема участие и в документалния филм „Amandla!: A Revolution in Four-Part Harmony“, където заедно с другите участници си припомня дните на Апартейда.
През януари 2000 г., албумът ѝ „Родина“, продуциран от Седрик Самсон и Майкъл Левинсон, е номиниран за Грами в категорията „Най-добра световна музика“. През 2001 г. тя получава златния „Otto Hahn Peace Medal“ от United Nations Association of Germany (DGVN) в Берлин, „за изключителни приноси към мира и международното разбирателство“. През 2002 г. тя дели the Polar Music Prize със София Губайдулина. През 2004 г. Макеба е на 38-о място в класацията Стоте най-велики Южноафриканци. През 2005 г. Макеба започва прощално околосветско турне, с концерти във всички страни, които е посетила по време на кариерата си. Умира от инфаркт на 9 ноември 2008 г. след концерт в Рим, Италия.

## Дискография

### Албуми
- Miriam Makeba: 1960
- The Many Voices Of Miriam Makeba: 1960
- The World Of Miriam Makeba: 1962
- Makeba: 1963
- Makeba Sings: 1965
- An Evening With Belafonte/Makeba (with Harry Belafonte): 1965
- The Click Song: 1965
- All About Makeba: 1966
- Malaisha: 1966
- Miriam Makeba In Concert!: 1967
- Pata Pata: 1967
- Makeba!: 1968
- The Promise: 1974
- Country Girl: 1975
- Pata Pata: 1977
- Sangoma: 1988
- Welela: 1989
- Eyes On Tomorrow: 1991
- Sing Me A Song: 1993
- A Promise: 1994
- Live From Paris & Conakry: 1998
- Homeland, 2000
- Keep Me In Mind, 2002
- Reflections, 2004
- Makeba Forever, 2006 (last recording)

### Компилации
- Africa 1960 – 65 recordings, 1991
- Eyes On Tomorrow, 1991
- The Best Of Miriam Makeba & The Skylarks: 1956 – 1959 recordings, 1998
- Mama Africa: The Very Best Of Miriam Makeba, 2000
- The Guinea Years, 2001
- The Definitive Collection, 2002
- The Best Of The Early Years, 2003